# Тищенко Василь Іванович (електрик)
Василь Іванович Тищенко (5 січня 1944, село Василівка, тепер Дніпровського району Дніпропетровської області) — радянський діяч, електрик цеху вловлювання Алтайського коксохімічного заводу міста Заринська Алтайського краю. Член ЦК КПРС у 1990—1991 роках.

## Життєпис
З 1963 по 1966 рік служив у Радянській армії.
У 1966—1980 роках — помічник апаратника сульфатного відділення, ремонтний електрик цеху вловлювання, бригадир ремонтників-електриків відділу головного енергетика, електрик цеху вловлювання коксохімічного виробництва Західносибірського заводу в місті Новокузнецьку Кемеровської області.
У 1971 році закінчив Кузнецький індустріальний технікум Кемеровської області.
Член КПРС з 1971 року.
У 1980—1988 роках — помічник начальника цеху Алтайського коксохімічного заводу міста Заринська Алтайського краю.
З 1988 року — електрик цеху вловлювання Алтайського коксохімічного заводу міста Заринська Алтайського краю.
Подальша доля невідома.